# Буджак (Туреччина)
Буджак (тур. Bucak) — місто та район у провінції Бурдур (Туреччина), найбільше місто провінції.

## Історія
Історично це місто носило назву «Огузхан». Воно було перейменований в «Буджак» в 1926 році.  